# Phibalura
Phibalura är ett fågelsläkte i familjen kotingor inom ordningen tättingar. Släktet omfattar endast två arter som förekommer i centrala Sydamerika:
- Svalstjärtad kotinga (P. flavirostris)
- Palkachupakotinga (P. boliviana)

Palkachupakotinga betraktas ofta som en underart till flavirostris.